# Alex Pires da Silva
Alex Pires da Silva (Sapiranga, 7 de maio de 1990) é um atleta paralímpico brasileiro.

## Biografia
Alex Pires começou a praticar atletismo em 2007 no Rio Grande do Sul. Ele conquistou a medalha de prata nos Jogos Paralímpicos de Verão de 2020 em Tóquio na maratona masculina T46.